# Voo South African Airways 201
O voo South African Airways 201 foi um voo de um de Havilland Comet, prefixo G-ALYY, que decolou do Aeroporto de Roma Ciampino a caminho do Cairo, Egito, na segunda etapa de seu voo de Londres para Joanesburgo, na África do Sul. O voo caiu em 8 de abril de 1954, matando todos a bordo.

## Voo e acidente
Gerry Bull e outros engenheiros da BOAC examinaram a aeronave operando como o voo 201. Meses antes, haviam feito o voo 781, que sofreu uma despressurização explosiva 26 minutos após a decolagem.
O voo 201 saiu de Londres às 15h do dia 7 de abril, após pousar em Roma às 05h35. Algumas falhas foram descobertas, incluindo um medidor de combustível com defeito e 30 parafusos soltos na asa esquerda, o que atrasou a viagem em cerca de 25 horas.
Às 06h32 de 8 de abril, partiu para o Cairo e rapidamente subiu à sua altitude de cruzeiro. Às 06h37, sobre o farol de Ostia, relataram ter passado 2 100 metros (6 890 pés) e tempo bom, mas com céu nublado. Às 06h49 informaram sobre Ponza que estavam voando a uma altitude de 3 500 metros (11 500 pés) e às 06h57 estavam atravessando Nápoles. Pouco depois das 7 horas, fizeram contato com o Cairo na rádio de longo alcance e estimaram a hora de chegada às 21h02. Essa foi a última mensagem, pois alguns minutos depois desintegrou-se, matando todos os seus ocupantes.[carece de fontes?]

## Fadiga do metal
No momento do acidente, as investigações sobre o acidente do voo BOAC 781 ainda estavam em andamento, mas suspeitas da causa do dispositivo caíram sobre a possibilidade de uma falha na turbina. A investigação do voo BOAC 781 revelou projeto de fadiga de metal e defeitos de fabricação que resultaram na despressurização explosiva que causou os dois acidentes.[carece de fontes?]

## Na cultura popular
Os eventos do voo 201 foram incluídos em "Ripped Apart", um episódio da 6ª temporada (2007) da série de TV canadense Mayday (chamada Mayday! Desastres Aéreos no Brasil e em Portugal). Este episódio especial examinou emergências de aviação causadas por falha de pressurização ou despressurização explosiva; o episódio também contou com o voo BOAC 781.